# Voiture présidentielle du Brésil

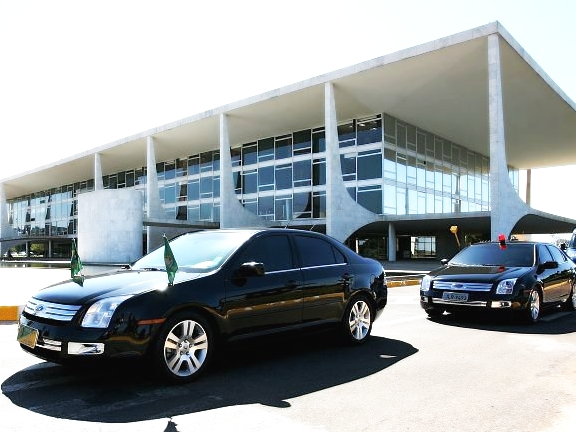
Ford Fusion

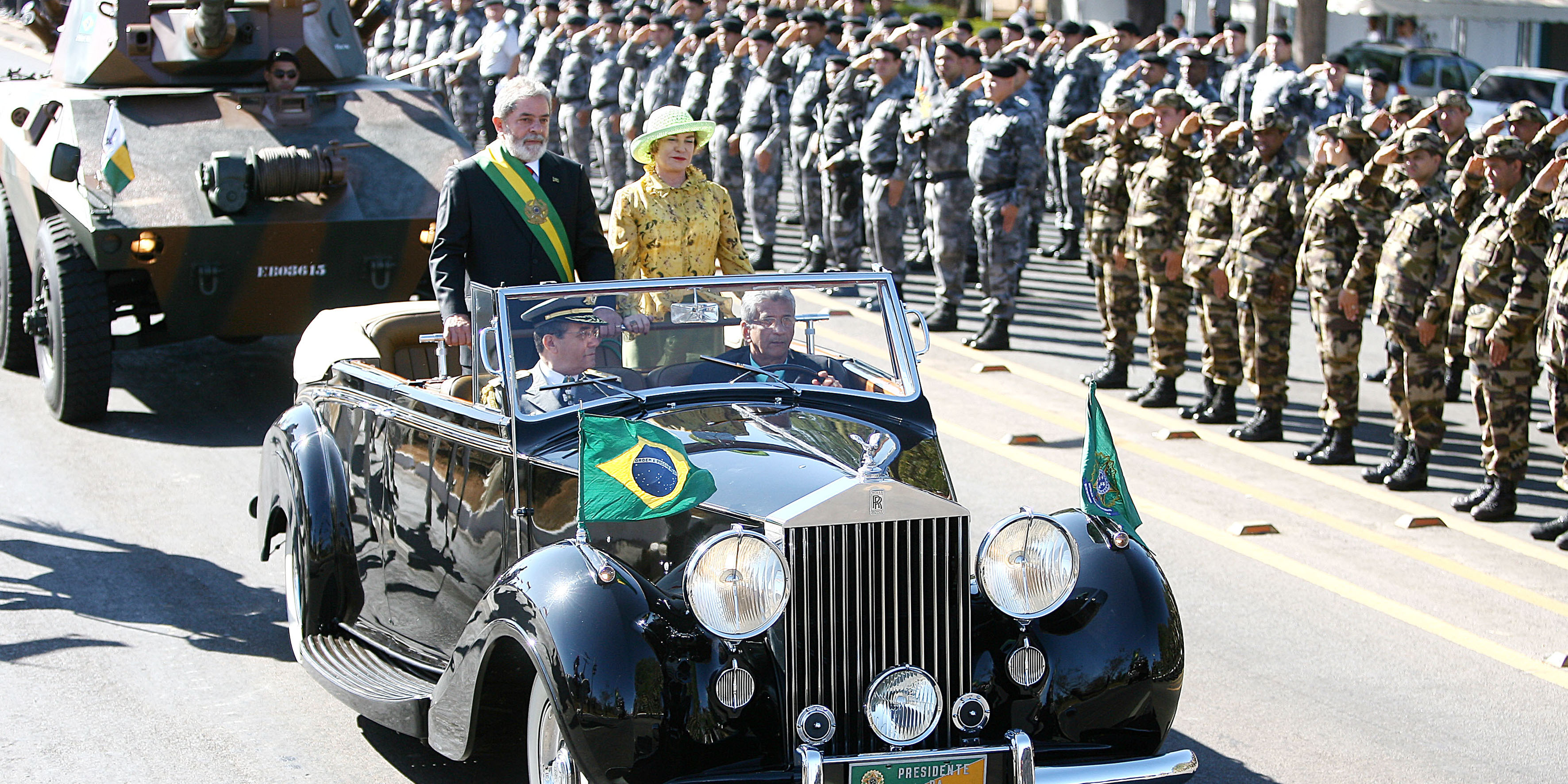
Le président du Brésil Lula à bord de la Rolls-Royce décapotable présidentielle lors des festivités du jour de l'indépendance, en 2007.

La voiture présidentielle du Brésil est l'automobile officielle utilisée par le président du Brésil lors de ses déplacements. 
La voiture présidentielle du Brésil est depuis 2010 une Ford Fusion version hybride intitulée « Fusion présidentielle » (Fusion Presidencial en portugais). Lors de cérémonies particulières, telles que la passation des pouvoirs entre le président sortant et le président nouvellement élu, ou le jour de l'indépendance, une Rolls-Royce Silver Wraith décapotable de 1952 est utilisée.